# Cartas desde mi molino
Cartas desde mi molino (en francés Lettres de mon moulin) es una colección de relatos escritos por Alphonse Daudet y publicados en diferentes diarios franceses entre 1866 y 1874. 

## Ediciones y temática
Una primera recopilación fue publicada en 1869 con los relatos escritos hasta esa fecha, que vieron la luz, en general, en los diarios Le Figaro y L’Événement. En 1879, Daudet elaboró una edición ampliada, que incluía las cartas publicadas en 1873 y 1874 en Le Bien Public. Al reunir las cartas, Daudet modificó con frecuencia los títulos, y no respetó el orden cronológico en que fueron publicadas.
La temática de las cartas es diversa. En general, evocan la vida en Provenza, región de nacimiento de Daudet, y están escritas para el público urbano de París. No obstante, algunas cartas están situadas en otras regiones de Francia (Córcega en El faro de las Sanguinarias), en Argelia (Las naranjas, En Miliana) o en la misma capital francesa (La cartera de Bixiou). El apego de Daudet hacia París, adonde llegó con apenas dieciséis años, queda en evidencia en la frase final del libro: “¡Ay! ¡París!... ¡París!... ¡Siempre París!”. Por otro lado, los relatos humorísticos o satíricos se mezclan con otros abiertamente dramáticos.

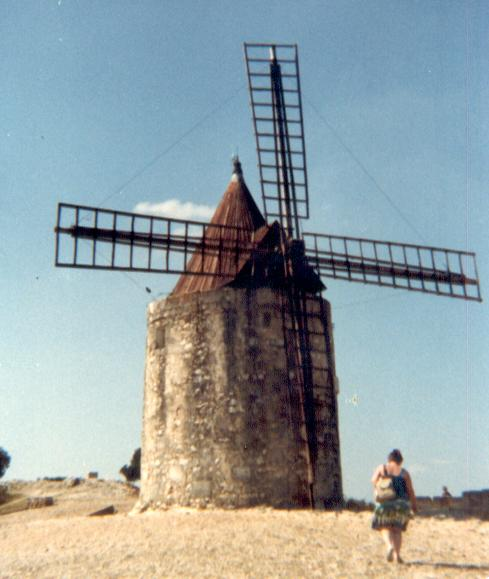
El molino de Daudet.

La obra cuenta con un componente autobiográfico importante. Daudet escribe muchas de sus cartas en primera persona y relata acontecimientos de sus viajes a Provenza o por el Mediterráneo. El autor pasa el invierno de 1863-1864 en Fontvieille, cerca de Arlés, acogido por sus primos los Ambroy. Es enfrente del castillo de los Ambroy donde Daudet descubre un molino abandonado, el molino Tissot. Daudet ve en este molino el símbolo de una Provenza amenazada desde el que dar a conocer su región al público parisiense.

## Autoría
Las cartas incluidas en la primera edición de la obra se publican originalmente en una serie que lleva por título Crónicas Provenzales. No es hasta la reunión bajo un solo volumen en 1869 que Daudet les da el título definitivo de Cartas desde mi molino. Las primeras cinco “crónicas”, publicadas en agosto y septiembre de 1868 en Le Figaro, llevarán el seudónimo de Marie-Gaston (personaje de La comedia humana de Honoré de Balzac), mientras que las siguientes, desde El poeta Mistral, ya aparecen bajo el nombre de Alphonse Daudet. 
Cuando, en 1883, Daudet publica Treinta años de París, afirma que “Gaston” era su amigo Paul Arène, y alaba la colaboración de éste en la redacción de esas primeras cartas. Recibe entonces el ataque del escritor y periodista Octave Mirbeau, que asegura que Paul Arène es el verdadero autor de las cartas y elogia el estilo en el que están escritas.
Aunque Daudet no responde a estas afirmaciones, Arène las desmiente en una carta a Daudet publicada en Gil Blas, afirmando que “más o menos la mitad [de las cartas] fue escrita por los dos”, y dejando claro que “las demás no tienen nada que ver conmigo y aún en las que sí, tu parte sigue siendo la mayor, porque si pude aportar (…) algunos detalles de color o de estilo, sólo tú encontraste siempre el primer esbozo y las grandes líneas”.[cita requerida]
La polémica terminó ahí, y hasta la fecha ha sido imposible determinar el alcance real de la colaboración de Arène en la edición final de las cartas. En 1868, Daudet le ayudará en la redacción de su novela Jean des Figues.

## Prólogo
Daudet comienza su obra con un prólogo en el que representa una escritura de compraventa entre el dueño del molino, señor Gaspard Mitifio, y el propio Daudet ante el notario Honorat Grapazi. En este acto, Daudet “declara encontrar el susodicho molino de su conveniencia y apto para sus trabajos de poesía”. Esta acta es imaginaria, ya que el autor nunca llegó a comprar el molino Tissot.

## Lista de lasCartas desde mi molino
La edición ampliada de 1879 recogía las siguientes cartas:   
1. Instalación: publicada en Le Figaro el 16 de octubre de 1868.
2. La diligencia de Beaucaire: publicada en Le Figaro el 16 de octubre de 1868.
3. El secreto de Maese Cornille: publicada en L’Événement el 20 de octubre de 1866.
4. La cabra del señor Seguin (Al señor Pierre Gringoire, poeta lírico en París): la dedicatoria del título constituía el título original de la carta, modificado para la edición de 1869. Publicada en L’Événement el 14 de septiembre de 1866.
5. Las estrellas (Relato de un pastor provenzal): publicada en Le Bien Public el 8 de abril de 1873.
6. La arlesiana: basada en un hecho real. Daudet la transformaría en obra de teatro en 1872 con música de Georges Bizet, que sería un completo fracaso, si bien alcanzaría un gran éxito al ser representada de nuevo en 1875. Publicada en L’Événement el 31 de agosto de 1866.
7. La mula del Papa: publicada en Le Figaro el 30 de octubre de 1868.
8. El faro de las Sanguinarias: Daudet evoca (al igual que en las dos cartas siguientes) sus experiencias en un viaje a Córcega a finales de 1862. Publicada en Le Figaro el 22 de agosto de 1869.
9. La agonía de la Sémillante: basada en el naufragio del barco La Sémillante, que transportaba más de 700 soldados a combatir en la Guerra de Crimea. Esta fragata se hundió en Îles Lavezzi, en el estrecho de Bonifacio, el 15 de febrero de 1855. Publicada en L’Événement el 7 de octubre de 1866.
10. Los aduaneros:publicada en Le Bien Public el 11 de febrero de 1874.
11. El cura de Cucugnan: aparece inicialmente con el título El Almanaque Provenzal. Publicada en L’Événement el 28 de octubre de 1866.
12. Los viejos: basada en un hecho real. Publicada en Le Figaro el 23 de octubre de 1868.
13. Baladas en prosa: incluye dos relatos, La muerte del Delfín, y El subprefecto en el campo. Publicada en L’Événement el 13 de octubre de 1866.
14. La cartera de Bixiou: publicada en Le Figaro el 17 de noviembre de 1868.
15. La leyenda del hombre del cerebro de oro: publicada en L’Événement el 29 de septiembre de 1866.
16. El poeta Mistral: aparece inicialmente con el título El libro del próximo invierno. En abril de 1859 Daudet conoció a Frédéric Mistral, máximo exponente del renacimiento cultural provenzal de mediados del siglo XIX, y sintió desde el primer momento una gran admiración por él. Publicada en L’Événement el 21 de septiembre de 1866.
17. Las tres misas rezadas: incluida entre los Cuentos del lunes (1873)
18. Las naranjas (fantasía): publicada en Le Bien Public el 10 de junio de 1873.
19. Las dos ventas: publicada en Le Figaro el 25 de agosto de 1869.
20. En Miliana: aparece inicialmente con el título La pequeña ciudad, en una serie de relatos titulada Paseos por África. Publicada en Revue Nouvelle el 1 de febrero de 1864.
21. Los saltamontes: publicada en Le Bien Public el 25 de marzo de 1873.
22. El elixir del Reverendo Padre Gaucher: publicada en Le Figaro el 2 de octubre de 1869.
23. En Camarga: publicada en Le Bien Public en dos partes, los días 24 de junio de 1873 y 8 de julio de 1873.
24. La añoranza del cuartel: a pesar de cerrar la colección de relatos, esta carta fue de las primeras en ver la luz, ya que fue publicada en L’Événement el 7 de septiembre de 1866.

## Adaptación cinematográfica
En 1954, el director francés Marcel Pagnol filmó una versión cinematográfica basada en cuatro cartas (L'Elixir du Révérend Père Gaucher, Le Secret de Maître Cornille, Les trois Messes basses y Le Curé de Cucugnan), titulada Les lettres de mon moulin.